# 90830 Beihang
90830 Beihang è un asteroide della fascia principale. Scoperto nel 1995, presenta un'orbita caratterizzata da un semiasse maggiore pari a 2,7629857 UA e da un'eccentricità di 0,0707310, inclinata di 5,57911° rispetto all'eclittica.